# Стивен Вајт
Стивен Вајт (енгл. Stephen White; Лонг Ајленд, 20. август 1951) је аутор трилера најпознатији по серијалу Dr. Alan Gregory.

## Романи
- (2007)
- (2006)
- (2005)
- (2004)
- (2003)
- (2001)
- (2001)
- (2000)
- (1999)
- (1998)
- (1997)
- (1996)
- (1994)
- (1992)
- (1991)